# Comuna Mîkolaiiv, Radehiv
Mîkolaiiv (în ucraineană Миколаїв) este o comună în raionul Radehiv, regiunea Liov, Ucraina, formată din satele Adamivka, Mîkolaiiv (reședința) și Stîrkivți.

## Demografie
Componența lingvistică a comunei Mîkolaiiv
     Ucraineană (99,8%)
     Alte limbi (0,13%)
Conform recensământului din 2001, majoritatea populației comunei Mîkolaiiv era vorbitoare de ucraineană (99,8%), existând în minoritate și vorbitori de alte limbi.